# Francisco de Paula Sousa e Melo
Francisco de Paula Sousa e Melo (Itu, 5 janvier 1791 — Rio de Janeiro, 16 août 1854) est un noble et homme politique brésilien.
Ami du père Diogo Antônio Feijó, il a vécu quelque temps chez lui à Rio de Janeiro, au nº 28 de la rue São José.
Fils d'Antônio José de Sousa et de Gertrudes Solidônia de Cerqueira, il a épousé Maria de Barros Leite, avec laquelle il a eu huit enfants, dont Francisco de Paula Leite.
Il fut député à l'Assemblée constituante au Portugal, alors que le Brésil était encore une colonie. Il fut ensuite élu député général durant les trois premières législatures, président de la Chambre des députés en 1827, sénateur (de 1833 à 1854) et président du Conseil des ministres de l'empire du Brésil en 1848.